# Jordi Masip
Jordi Masip López (* 3. Januar 1989 in Sabadell) ist ein spanischer Fußballspieler. Er spielt als Torwart für Real Valladolid.

## Karriere
Jordi Masip begann seine fußballerische Karriere als Feldspieler, wechselte aber im Alter von zwölf Jahren auf die Torhüterposition. Als 15-Jähriger trat er der Jugendakademie des FC Barcelona bei. In der Saison 2008/09 spielte er leihweise für UE Vilajuïga, einen Verein aus der vierthöchsten spanischen Spielklasse. Nach seiner Rückkehr spielte er von 2009 bis 2014 im B-Team des FC Barcelona und kam dort zu 79 Ligaeinsätzen. Sein erstes Zweitligaspiel bestritt er 2009/10 unter Luis Enrique.
Zur Saison 2014/15 berief ihn Trainer Luis Enrique in die erste Mannschaft, in der er Reservekeeper für Claudio Bravo und Marc-André ter Stegen ist. Sein Vertrag lief bis 2017. Am 16. Dezember 2014 absolvierte Masip beim 8:1-Sieg gegen SD Huesca im Sechzehntelfinal-Rückspiel der Copa del Rey sein erstes Pflichtspiel für die erste Mannschaft.
Zur Saison 2017/2018 wechselte er zu Real Valladolid. Dort stieg er gemeinsam mit seiner Mannschaft in der ersten Saison in die Primera División auf.

## Erfolge

### Verein
- FIFA-Klub-Weltmeisterschaft: 2015 (ohne Einsatz)
- UEFA Champions League: 2015 (ohne Einsatz)
- Spanische Meisterschaft: 2015, 2016
- Spanischer Pokalsieger: 2015, 2016
- UEFA Super Cup: 2015